# Živinice (Derventa)
Pour les articles homonymes, voir Živinice.
Živinice (en serbe cyrillique : Живинице) est un village de Bosnie-Herzégovine. Il est situé dans la municipalité de Derventa et dans la république serbe de Bosnie. Selon les premiers résultats du recensement bosnien de 2013, il compte 357 habitants.

## Démographie

### Évolution historique de la population dans la localité
| 1948 | 1953 | 1961 | 1971  | 1981  | 1991  | 2013 |
| ---- | ---- | ---- | ----- | ----- | ----- | ---- |
| -    | -    | -    | 1 249 | 1 223 | 1 290 | 357  |

|  |